# 69 км (зупинний пункт)

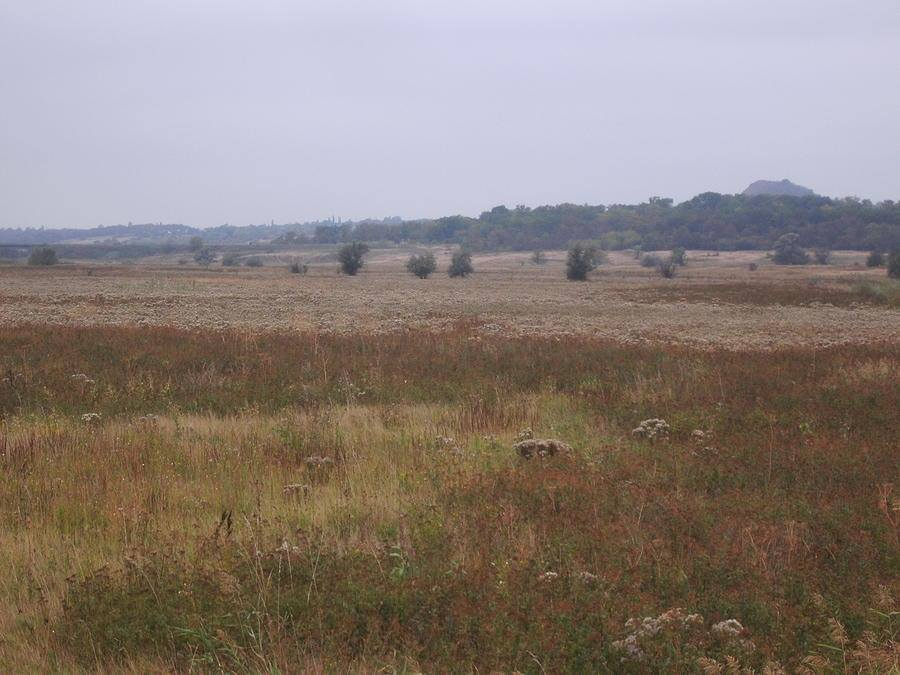
Долина річки Солоненька (Солоний) в районі села Зелене, вид у напрямі залізниці Рутченкове — Покровськ і шахти ім. Шевченка

69 кіломе́тр — пасажирська зупинна залізнична платформа Лиманської дирекції Донецької залізниці на лінії Рутченкове — Покровськ.
Розташована між с. Відродження та с-щем Шевченко Покровський район, Донецької області, між станціями Селидівка (4 км) та Чунишине (12 км).
Через військову агресію Росії на сході України транспортне сполучення припинене.